# Erlen (Szwajcaria)
Erlen – miejscowość i gmina (Politische Gemeinde) w północno-wschodniej Szwajcarii, w kantonie Turgowia, w okręgu (Bezirk) Weinfelden.  

## Demografia
W Erlen mieszka 3 847 osób. W 2021 roku 27,4% populacji gminy stanowiły osoby urodzone poza Szwajcarią. 

## Transport
Przez teren gminy przebiegają drogi główne nr 14 i nr 471.